# Sangubanyu (Bawang)
Sangubanyu is een bestuurslaag in het regentschap Batang van de provincie Midden-Java, Indonesië. Sangubanyu telt 3622 inwoners (volkstelling 2010).